# Особняк графині Бінецької (Хмельницький)
Особняк графині Бінецької — будівля, яка відноситься до пам'яток архітектури міста Хмельницького. Розташовується за адресою: вулиця Грушевського, 90.

## Історія

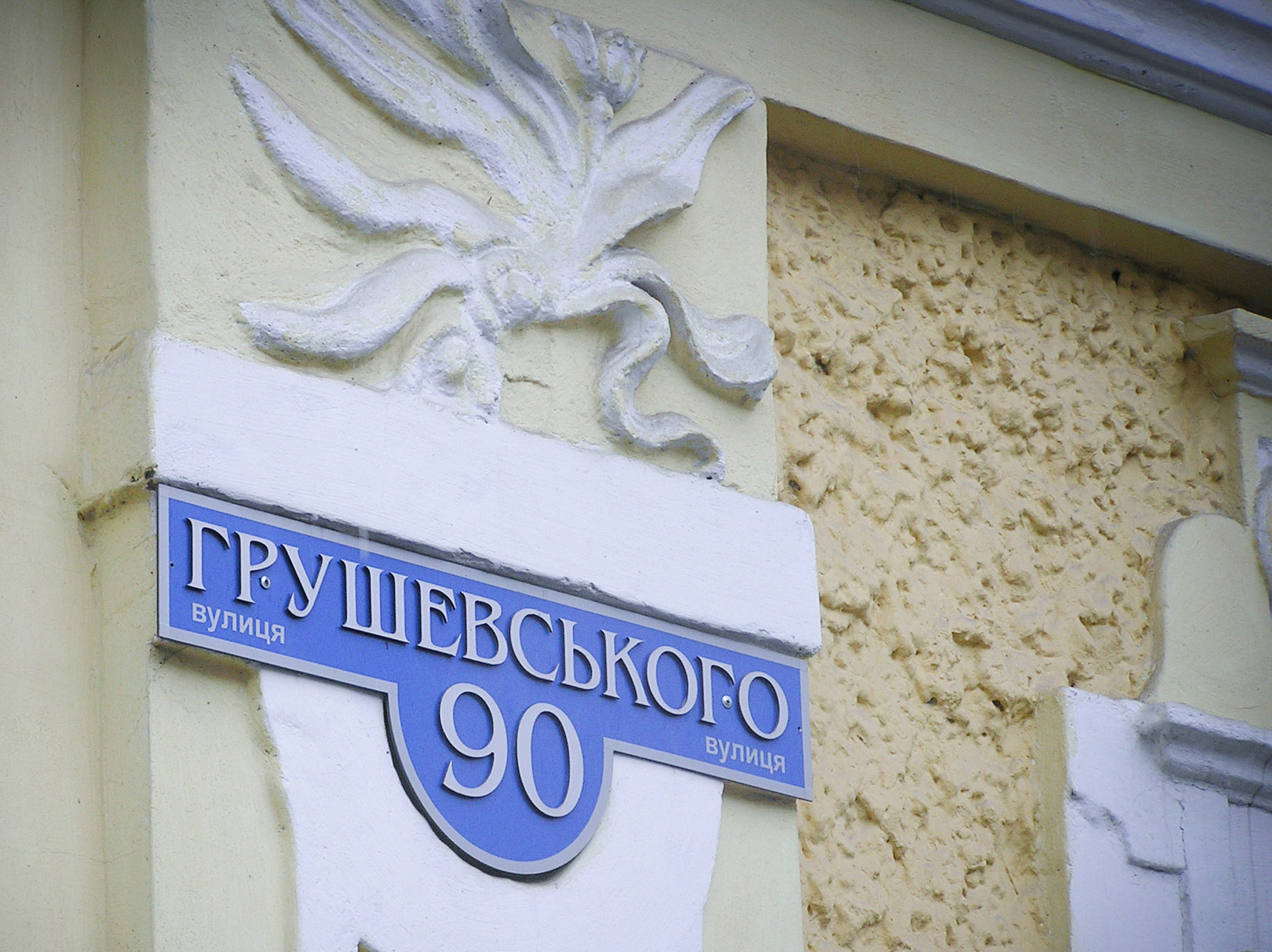
Рослинний орнамент є окрасою будинку і через століття

На початку 20 століття будинок був побудований на території садиби, яка належала графині Бінецькій. Пам'ятка архітектури по вулиці Грушевського,90 знаходиться поряд з будівлями, які мають архітектурну та історичну цінність. На початку 20 століття вулиця Грушевського називалась Комерційною і у 1880–1890 роках відбувалась її забудова капітальними будинками. На одній вулиці з будинком графині Бінецької, розташовувались будівлі, які належали володарю фабрики каучукових штемпелів Берко Речкоблиту, міському голові у період з 1906 року по 1916 рік Павлу Дорошкевичу. На цій же вулиці власність мав предводитель дворянства барон Олександр Августович фон-Майдель.
Після початку Першої світової війни, власницею будинку був організований шпиталь для солдат, які були поранені. Графиня та її слуги доглядали за тими, хто потребував допомоги. Вони використовували спеціальний одяг — сукні, які надягали сестри Червоного Хреста.
Будинок графині Бінецької був націоналізований після того, як відбулось встановлення радянської влади. Наступним власником будинку став Ока Іванович Городовиков, який проживав у будинку з 1924 по 1927 рік. Він займав посаду командира Першого кінного корпусу Червоного козацтва.
З 1965 по 1985 рік тут розміщувалося друге стаціонарне відділення Хмельницької міської дитячої лікарні на 40 ліжок. Першим керівником цього відділення була Салабай Н.М., а з 1967 року – Захаренкова В.А.
У 21 столітті у будинку по вул. Грушевського, 90, знаходиться радіологічний відділ обласної санепідемстанції.
Згідно рішення Хмельницької міської Ради народних депутатів від 20 квітня 1995 р. № 8,будинок відноситься до пам'яток архітектури Хмельницького.

## Архітектура
Одноповерховий особняк був побудований у стилі модерн. Будівля має характерні риси міської садибної забудови, яка створювалась у кінці 19 століття та на початку 20 століття. Для будівництва споруди використовувалась цегла. Будівля була тинькована. На початку 20 століття, садиба була оточена кованим парканом, а ділянка, котра розміщувалась біля будинку, містила розарій. Фасад будинку симетрично оздоблений пілястрами, прикрасою котрих служили розетки та рослинні орнаменти. У вікон є карнизи та підвіконні ніші. Прикрашає карнизи ліпний рослинний орнамент. Первинний зовнішній вигляд з часом був змінений. Відбулась добудова частини будинку, ризаліту. Проте основні риси первинної споруди збереглись. Більшість будинків, які споруджувались в той період часу у стилі модерн, мали велику кількість вікон та балконів. Рами дверей та вікон набували криволінійних форм. Прикладом архітектурної споруди, побудованої в такому стилі, окрім будинку графині Бінецької є будинок за адресою вулиця Володимирська, 63..